# 7e cérémonie des European Film Awards
La 7e cérémonie des prix du cinéma européen (7th European Film Awards), organisée par l'Académie européenne du cinéma, a eu lieu à Berlin le 27 novembre 1994 et a récompensé les films réalisés dans l'année.

## Palmarès

### Meilleur film européen de l'année
- Lamerica
  - Au nom du père
  - Trois couleurs (trilogie)

### Young European Film of the Year
Le Fils du requin ex æquo avec Woyzeck
- On est quitte

### Lifetime Achievement Award
Robert Bresson